# Piera Arico
Piera Arico, pseudonimo di Pierina Tricarico (Trieste, 1º giugno 1932), è un'attrice italiana.

## Biografia
Nata nel 1932, mosse i primi passi nel mondo dello spettacolo come modella. Cominciò a recitare dapprima in teatro collezionando numerosi successi, per passare poi al cinema all'inizio degli anni '50.
Lavorò accanto ad alcuni fra i più noti comici del tempo, fra cui Totò, Alberto Sordi e Vittorio Gassman. Fu presente in film come I tartassati (1959) di Steno e Il mattatore (1960) di Dino Risi.
Negli anni settanta si diplomò in pianoforte e cominciò ad insegnare musica nelle scuole medie fino agli anni novanta.

## Filmografia
- I pappagalli, regia di Bruno Paolinelli (1955)
- Mi permette, babbo!, regia di Mario Bonnard (1956)
- Arrivano i dollari!, regia di Mario Costa (1957)
- Promesse di marinaio, regia di Turi Vasile (1958)
- Carmela è una bambola, regia di Gianni Puccini (1958)
- Domenica è sempre domenica, regia di Camillo Mastrocinque (1958)
- Fortunella, regia di Eduardo De Filippo (1958)
- Il moralista, regia di Giorgio Bianchi (1959)
- I tartassati, regia di Steno (1959)
- Neurose, regia di Rolf Thiele (1959)
- Ciao, ciao bambina! (Piove), regia di Sergio Grieco (1959)
- Il vigile, regia di Luigi Zampa (1960)
- Il mattatore, regia di Dino Risi (1960)
- Le pillole di Ercole, regia di Luciano Salce (1962)